# Індуктор (генетика)
Індуктор (англ. inducer) — невелика молекула, що запускає транскрипцію гену шляхом зв'язування з білком-репресором або активатором.
Індусер діє шляхом зв'язування з відповідним репресорним білком, викликаючи такі алостеричні зміни, що репресор стає не здатним зв'язуватись з оператором системи.
Прикладом індуктору може бути lac-оперон: за відсутності лактози lac-репресори призводять до неможливості РНК-полімерази зв'язатися з промотором, проте за наявності лактози, невелика її кількість буде перетворюватися на алолактозу, зв'язуватися з репресором лактозного оперону, що призводить до від'єднання репресора від ДНК і відбувається зчитування поліцистронної мРНК.